# Bisdom Oberá

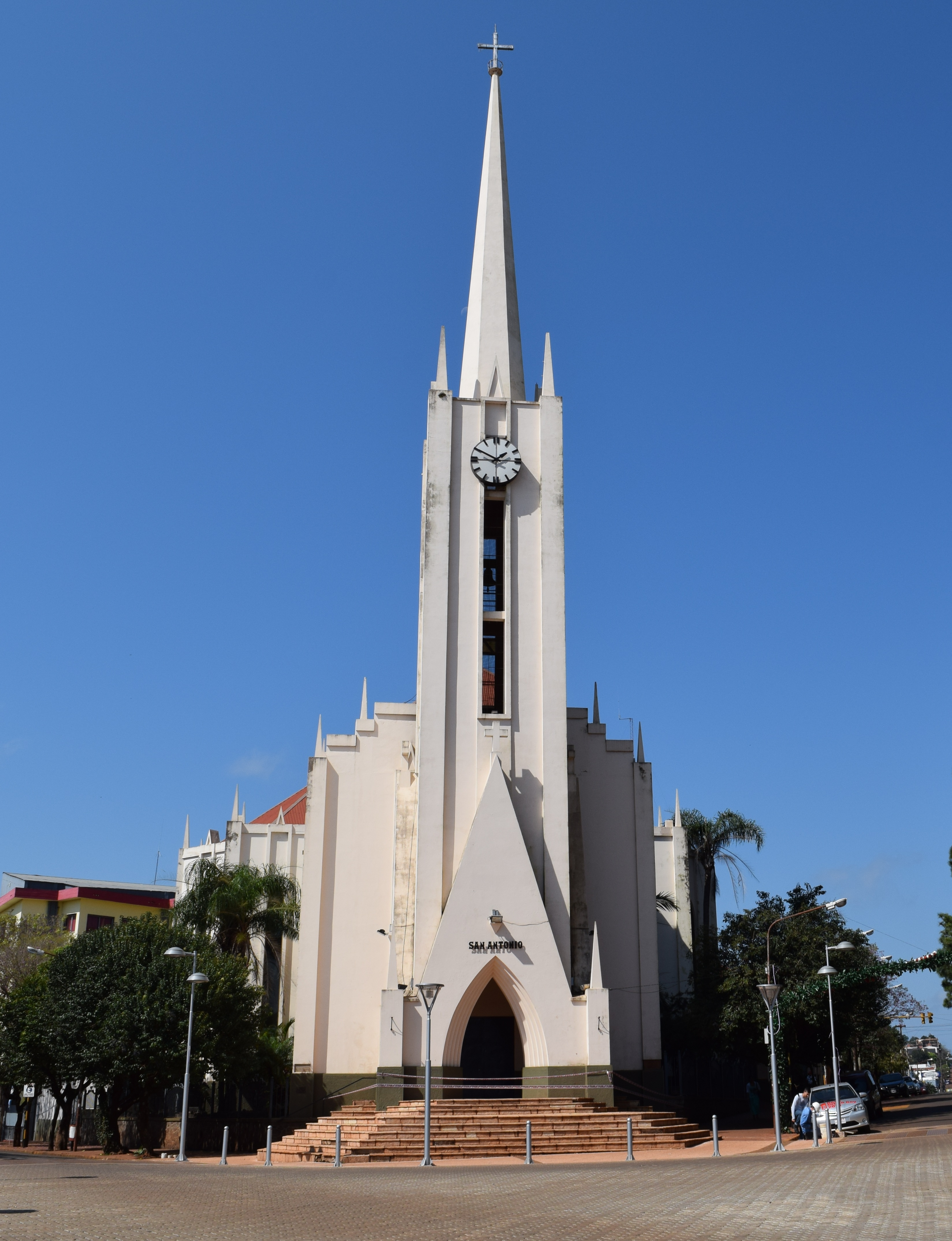
De kathedraal San Antonio de Padua in Oberá

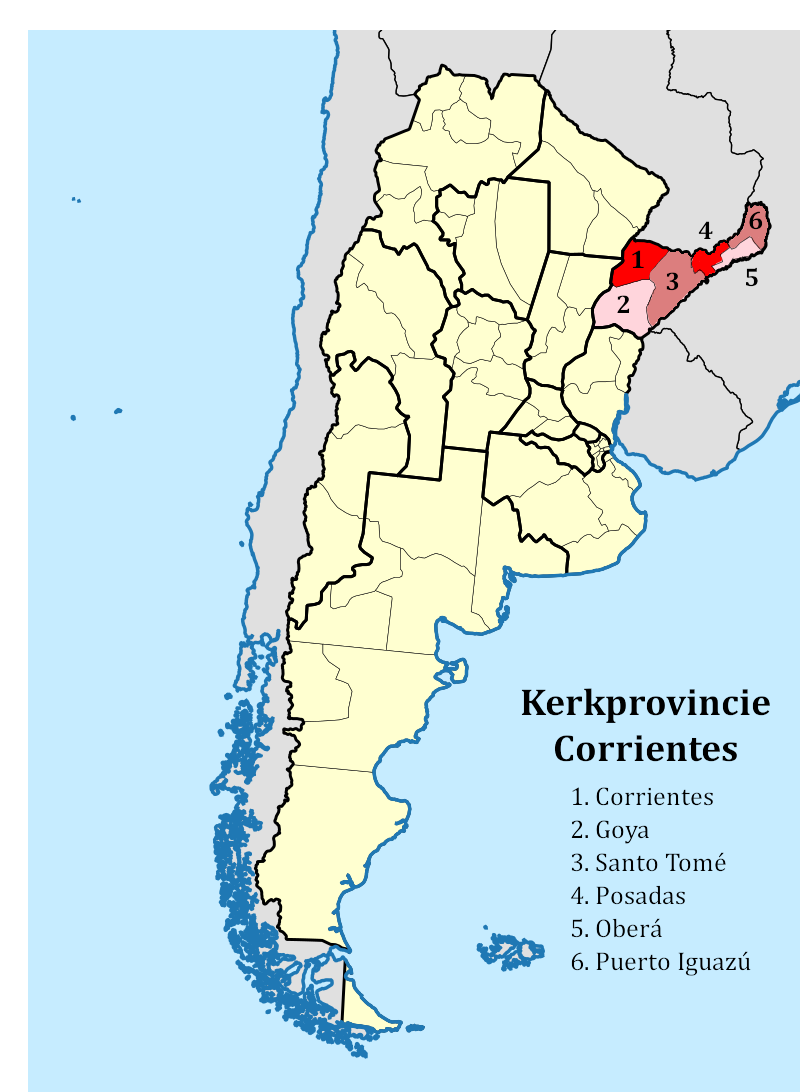
De bisdommen van de kerkprovincie Corrientes

Het bisdom Oberá (Latijn: Dioecesis Oberensis) is een rooms-katholiek bisdom met als zetel Oberá in Argentinië. Het bisdom is suffragaan aan het aartsbisdom Corrientes. Het bisdom werd opgericht in 2009.
In 2019 telde het bisdom 18 parochies. Het bisdom heeft een oppervlakte van 8.717 km² en telde in 2019 280.000 inwoners waarvan 69,6% rooms-katholiek waren. 

## Bisschoppen
- Victor Selvino Arenhart (2009-2010)
- Damián Santiago Bitar (2010-)

Corrientes (aartsbisdom) · Goya · Oberá · Posadas · Puerto Iguazú · Santo Tomé